# روزالی هاتون
روزالی هاتون (به انگلیسی: Rosalie Hutton) ژیمناست زادهٔ ۲۸ دسامبر ۱۹۸۹ میلادی اهل کشور بریتانیا است.